# Агалатовское сельское поселение
Агала́товское се́льское поселе́ние — муниципальное образование в составе Всеволожского района Ленинградской области. Административный центр — деревня Агалатово.
Главой поселения и главой администрации является Васютин Андрей Васильевич. Телефоны администрации: 58-222, 58-437.

## Географические данные
- Общая площадь: 21 828 га
- Нахождение: северо-западная часть Всеволожского района
  - Граничит:
    - на севере — с Куйвозовским сельским поселением
    - на востоке — с Лесколовским сельским поселением и Токсовским городским поселением
    - на юге — с Бугровским городским поселением
    - на юго-западе и западе — с Юкковским сельским поселением
    - на северо-западе — с Выборгским районом
- По территории поселения проходят автомобильные дороги: 
  - А121 «Сортавала» (Санкт-Петербург — Сортавала — автомобильная дорога Р-21 «Кола»)
  - 41К-012 (Скотное — Приозерск)
  - 41К-066 (Подъезд к ст. Ламбери)
  - 41К-073 (Елизаветинка — Медный Завод)
  - 41К-074 (Песочный — Киссолово)
  - 41К-179 (Осиновая Роща — автодорога А121)

- Расстояние от административного центра поселения до районного центра — 50 км[1].

## Геологические особенности
Особенностью Агалатовского СП является камовый рельеф куполообразной формы, высотой более 100 м над уровнем моря.

## История
В начале 1920-х годов в составе Вартемягской волости Петроградского уезда Петроградской губернии был образован Агалатовский сельсовет.
В январе 1924 года Петроградский уезд был переименован в Ленинградский, а Агалатовский сельсовет вошёл в состав объединённой Парголовской волости.
В августе 1927 года Агалатовский сельсовет вошёл в состав Парголовского района Ленинградской области.
19 августа 1930 года после ликвидации Парголовского района Агалатовский сельсовет вошёл в состав Куйвозовского финского национального района.
20 марта 1936 года Куйвозовский район был переименован в Токсовский район.
В 1937 году Агалатовский сельсовет присоединен к Вартемягскому сельсовету.
22 февраля 1939 года в результате упразднения Токсовского района Вартемягский сельсовет был включен в состав восстановленного Парголовского района, к сельсовету присоединён ликвидированный Скотненский сельсовет.
3 апреля 1954 года после повторной ликвидации Парголовского района Вартемягский сельсовет вошёл в состав Всеволожского района.
18 января 1994 года постановлением главы администрации Ленинградской области № 10 «Об изменениях административно-территориального устройства районов Ленинградской области» Вартемягский сельсовет, также как и все другие сельсоветы области, преобразован в Вартемягскую волость.
1 января 2006 года в соответствии с областным законом № 17-оз от 10 марта 2004 года образовано Агалатовское сельское поселение, в его состав вошла территория бывшей Вартемягской волости.

## Население
| 2006    | 2010    | 2011  | 2012    | 2013    | 2014    | 2015    |
| ------- | ------- | ----- | ------- | ------- | ------- | ------- |
| 6200    | ↗7205   | ↗7230 | ↗7381   | ↗7589   | ↗7885   | ↗8179   |
| 2016    | 2017    | 2018  | 2019    | 2020    | 2021    | 2023    |
| ↗8502   | ↗9078   | ↗9611 | ↗10 430 | ↗11 209 | ↘10 880 | ↗12 964 |
| 2024    | 2025    |       |         |         |         |         |
| ↗13 749 | ↗14 416 |       |         |         |         |         |

## Экономика
Основу экономики составляет сельское хозяйство и пищевая промышленность. В поселении ведут хозяйственную деятельность ЗАО ПЗ «Ручьи», ЗАО «Вартемяки», ФГУСХП «Ленинградец» и 20 фермерских хозяйств.
Более 70 % территории занимают земли гослесфонда. Территория поселения — зона активного дачного и коттеджного строительства.

## Перспективы
В Агалатовском СП планируется выделить 300 га сельхозземель для реализации новых инвестиционных проектов.
В рамках генплана предполагается предоставить инвесторам примерно 80 га вдоль трассы А129, эти земли планируется перевести в земли промышленности, транспорта и связи. Кроме того, 220 га около деревень Агалатово, Вартемяги, Скотное и Касимово будут переведены в земли поселений.

## Состав сельского поселения
На территории поселения находятся 6 населённых пунктов — 6 деревень:
| № | Населённый пункт | Тип населённого пункта          | Население    |
| - | ---------------- | ------------------------------- | ------------ |
| 1 | Агалатово        | деревня, административный центр | ↗6249 (2021) |
| 2 | Вартемяги        | деревня                         | ↗2033 (2017) |
| 3 | Елизаветинка     | деревня                         | ↗1451 (2017) |
| 4 | Касимово         | деревня                         | ↘124 (2017)  |
| 5 | Колясово         | деревня                         | ↘6 (2017)    |
| 6 | Скотное          | деревня                         | ↘17 (2017)   |